# Czerczyk
Czerczyk (ukr. Черчик) – wieś na Ukrainie, w rejonie jaworowskim obwodu lwowskiego. Wieś liczy około 890 mieszkańców.
W II Rzeczypospolitej do 1934 samodzielna gmina jednostkowa. Następnie należała do zbiorowej wiejskiej gminy Ożomla Mała w powiecie jaworowskim w woj. lwowskim. We wrześniu 1939 bitwa pod Jaworowem. 
W 1944 nacjonaliści ukraińscy z OUN-UPA zamordowali tutaj 14 Polaków. Po wojnie wieś weszła w struktury administracyjne Związku Radzieckiego.